# Kabinakagami River
Der Kabinakagami River ist ein rechter Nebenfluss des Kenogami River in der kanadischen Provinz Ontario.

## Flusslauf
Er hat seinen Ursprung im Summit Lake im Algoma District. Der See unweit der Bahnstrecke der Canadian National Railway. Der Kabinakagami River durchfließt den benachbarten Newcombe Lake. Er setzt seinen Kurs durch den Bereich des Kanadischen Schilds in nordnordöstlicher Richtung fort. Er erreicht den Kabinakagami Lake, in welchen auch der Oba River mündet. Am Nordwestufer des Sees verlässt er diesen wieder. Er fließt weiter nach Norden. An der Brücke des Ontario Highway 11 über den Kabinakagami River befindet sich ein Abflusspegel. Er erreicht den Cochrane District und fließt weiter nach Norden. Der Ort Calstock befindet sich 5 km westlich des Flusslaufs. Im Unterlauf wendet sich der Fluss nach Nordnordwest und verläuft parallel zum westlich fließenden Nagagami River. Schließlich mündet der Kabinakagami River bei Mammamattawa in den Kenogami River. Der Kabinakagami River hat eine Länge von ungefähr 300 km.